# Carl Moritz Wolff
Carl Moritz Wolff (* 18. Oktober 1805 in Berlin; † 23. November 1868 in Danzig), Pseudonym: A. Hegeling, war ein deutscher Jurist, Stadt- und Kreisrichter und ein politischer Schriftsteller.

## Leben
Moritz Wolff entstammte einer jüdischen Familie. Er war der Sohn des Berliner Bankiers Michael Wolff (* 22. April 1771 in Dessau; † 8. April 1856 in Berlin) und der seit 24. Februar 1802 mit ihm verheirateten Caroline, vormals Kela, geb. Itzig (1782–1856), einer Enkelin des königlich-preußischen Hoffaktors Daniel Itzig.

## Ausbildung und Laufbahn
Zum Studium der Rechtswissenschaften ging Moritz Wolff an die Universität Heidelberg, wo er am 27. April 1827 immatrikuliert wurde. Zwar schrieb er sich damals als Lutheraner ein, doch seine Taufe erfolgte erst ein Jahr später mit großherzoglicher Genehmigung in der Heidelberger Heilig-Geist-Kirche.
Anschließend absolvierte er ein Referendariat am Berliner Kammergericht. Als Referendar war er am 30. August 1832 Taufzeuge in der Berliner Dreifaltigkeitskirche beim Konfessionswechsel seiner drei Schwestern Auguste Friederike Wolff (* 7. März 1804 in Berlin; † 25. Februar 1871), später verheiratete von Diringshofen; Caroline Johanne Wolff (* 3. Februar 1805 in Berlin; † 26. Juni 1875 in Potsdam), ⚭ 29. Mai 1833 Johann Carl Hagens, Justizrat; und Marianne Henriette Wolff (* 16. April 1811 in Berlin; † 30. Mai 1883 ebendort) ⚭ 16. Dezember 1840 Gustav Friedrich Boer (* 27. August 1809 in Sondershausen; † 20. März 1880 in Berlin), Geheimer Hofrat, Leibarzt des Prinzen Carl von Preußen.
Im Frühjahr 1840 wurde der bisherige Referendar zum Kammergerichts-Assessor ernannt. Zwei Jahre später bestellte man ihn zum Rat beim Stadtgericht in Potsdam.
Im November 1843 erfolgte seine Beförderung auf eine etatsmäßige Assessorenstelle beim Oberlandesgericht Marienwerder. 1850 wurde er hier als Kreisrichter bestätigt. Im Oktober desselben Jahres wurde er an das Stadt- und Kreisgericht Danzig versetzt.
Moritz Wolff starb 1868 als Kreis- und Stadtgerichtsrat in Danzig.

## Juristischer und politischer Schriftsteller
In seinen zahlreichen Schriften, die er meist mit dem Kürzel C. M. Wolff signierte, verteidigte Moritz Wolff als Junghegelianer die Grundsätze der Hegelschen Philosophie und Staatslehre gegen die in den 1840er Jahren mit der Thronbesteigung Friedrich Wilhelms IV. einsetzende Reaktion, die durch Berufung des späteren Gründers der konservativen Kreuzzeitungspartei Friedrich Julius Stahl auf den Lehrstuhl von Eduard Gans zum Ausdruck kam.
Wolff war unter anderem Mitarbeiter der Hallischen Jahrbücher und des Centralblatts für Preußische Juristen. Er trat vehement gegen Bemühungen ein, das Scheidungsrecht in Preußen zu verschärfen. 1848 verteidigte er die Volkssouveränität gegen die Bestrebungen der Reaktion, eine Verfassung zu oktroyieren.
Als es in Berlin infolge der Revolution im November 1848 zur Erklärung des Belagerungszustands kam, wurde Wolff ebenso wie der Redakteur der populären juristischen Zeitschrift Der Publicist A. F. Thiele kurzzeitig inhaftiert. und verbrachte 80 Stunden in vier Gefängnissen, ohne je verhört zu werden.

## Familie
Moritz Wolff war verheiratet mit Clara Auguste Franziska Constantia Wolff, geb. Mendheim (* 8. März 1813 in Berlin; † 10. März 1888), Tochter des Simon Heinrich Mendheim († in Frankfurt (Oder) 1852), vormals Simon Hirsch Mendel, und der seit 25. Januar 1804 mit ihm verheirateten Louise, vormals Lea, geb. Itzig. In Marienwerder wurde am 26. Februar 1848 eine gemeinsame Tochter, Marie Luise Adelaide Johanna Wolff geboren. In Danzig kamen am 13. Januar 1852 Caroline Mathilda, die früh (1855) verstarb, am 21. August 1853 eine weitere gemeinsame Tochter Caroline Adelaide zur Welt. Nachdem ihr Mann verstorben war, der am 26. November 1868 in Danzig beigesetzt wurde, lebte die Witwe 1869 Am Langenmarkt 17 in Danzig. Später zog sie nach Berlin, wo Clara Wolff von 1871 bis zu ihrem Tod in der Schellingstraße wohnte.

## Ehrungen
- Carl Moritz Wolff erhielt im Jahr 1868 den Roten Adlerorden 4. Klasse.[27]

## Werke (Auswahl)
- Heinrich Leo vor Gericht. Dramatische Scene, aus dem Leben gegriffen von A. Hegeling (= Carl Moritz Wolff). Otto Wigand, Leipzig 1838 (digitale-sammlungen.de).
- Friedrichs des Grossen staatsrechtliche Grundsätze aus seinen Schriften nachgewiesen und mit einer Einleitung versehen. Carl Heymann, Berlin 1840; hdl:2027/ucm.5324971378
- Kritischer Bericht über des Professors Stahl zwölf erste Vorlesungen an der Universität zu Berlin: „Über das Naturrecht“. Ferdinand Dümmler, Berlin 1841 (digitale-sammlungen.de).
- Was Gott nicht zusammengefügt hat, das darf der Mensch scheiden! oder Stimmen über das Ehescheidungs-Recht und den Einfluss der historischen Schule auf die preußische Eherechts-Reform. Wilhelm Hermes, Berlin 1843 (hathitrust.org).
- Über Volkssouveränität und die Grundlagen der constitutionellen Staatsverfassung mit besonderer Rücksicht auf Preußen. Julius Springer, Berlin 1848 (digitale-sammlungen.de).

## Briefe
- Martin Hundt (Hrsg.): Der Redaktionsbriefwechsel der Hallischen, Deutschen und Deutsch-Französischen Jahrbücher (1837–1844). Akademie-Verlag, Berlin 2014 (eingeschränkte Vorschau der google-Buchsuche).